# オポノノ湖
オポノノ湖（英語、Lake Oponono）とは、アフリカ大陸南西部に存在する湖の1つである。

## 地理
オポノノ湖は、おおよそ南緯18度9分、東経15度47分付近に位置しており

、この場所はナミビア北部オシャナ州のen:Uuvudhiya Constituencyに属している

。
なお、湖面の標高は約1075 mである

。
この湖の南岸からは、オポノノ湖に充分な水が蓄えられている時に限って、南方に存在するエトーシャ塩湖へと注ぐエクマ川（英語、Ekuma River
）が流れ出す

。

## 生態系とヒトによる悪影響
オポノノ湖は雨季の後、湖に充分な水が蓄えられるとペリカンやフラミンゴやクラハシコウなどの鳥類がやってくる

。
湖水は周辺住民によって家畜を飼うための水などとして使用されている

。
オポノノ湖をヒトが搾取的に利用しているために、この湖を生息の場としているペリカンやフラミンゴなどに悪影響が出る可能性が指摘されている

。